# Caledopteryx sarasini
Caledopteryx sarasini е вид водно конче от семейство Megapodagrionidae. Видът не е застрашен от изчезване.

## Разпространение
Разпространен е в Нова Каледония.